# Rybářská vesnice

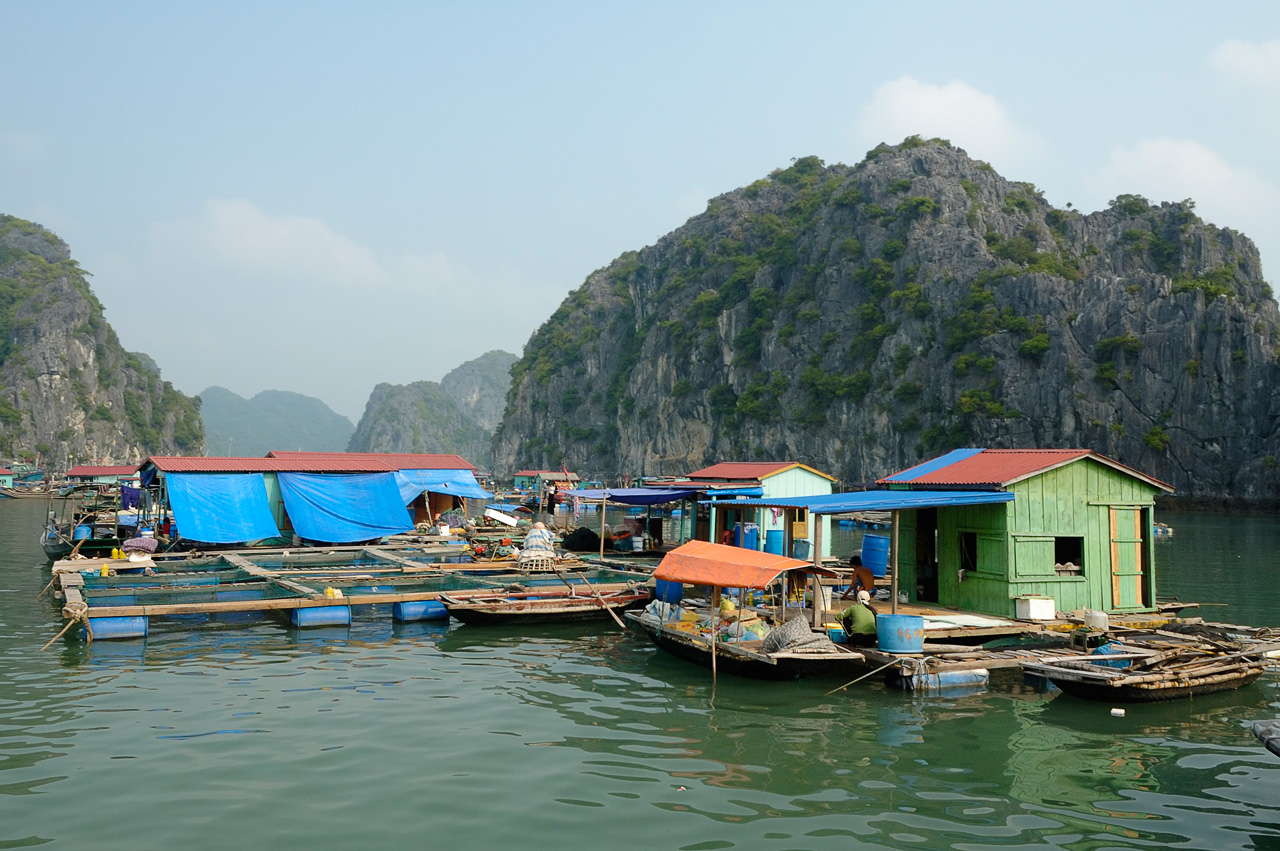
Neobvyklá plovoucí rybářská vesnice v zátoce Ha Long ve Vietnamu

Rybářská vesnice je vesnice, obvykle se nacházející v rybářské oblasti, s ekonomikou založenou na rybolovu a získávání plodů moře. Kontinenty a ostrovy na celém světě mají pobřeží s celkovou délkou okolo 356 000 kilometrů. Už od neolitu jsou tato pobřeží, stejně jako břehy jezer a řek, poznamenána výstavbou rybářských vesnic. Stále existuje mnoho takových tradičních vesnic, ale také jich v současnosti mnoho ubývá.

## Charakteristika

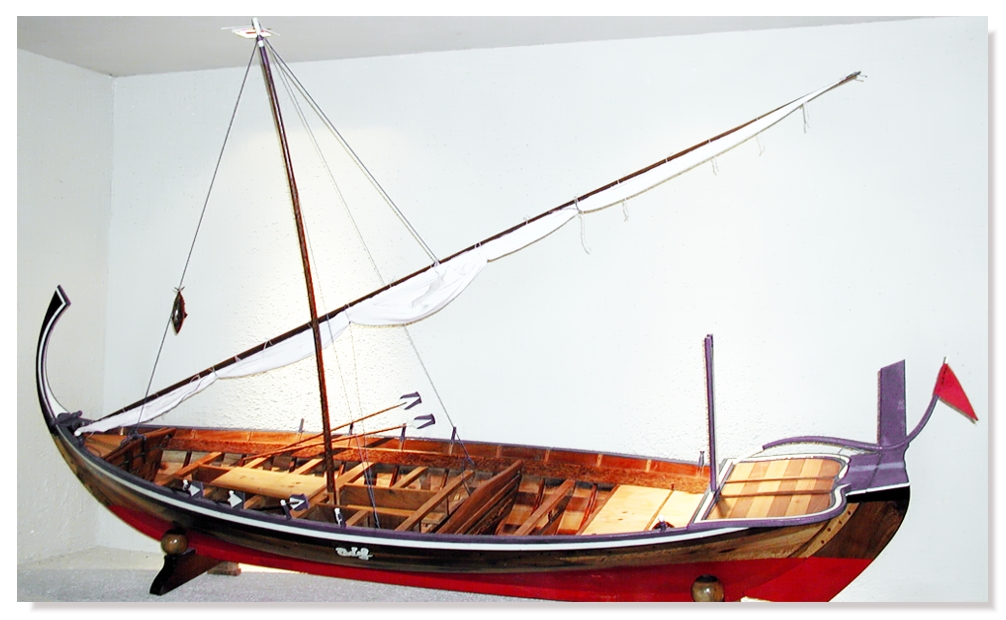
Dhoni, tradiční rybářská loď typická pro Maledivy

Přímořské rybářské vesnice jsou často trochu izolované a nacházejí u přírodních přístavů, které poskytují bezpečné kotviště pro rybářské lodě. Vesnice potřebuje bezpečné místo pro vylodění nákladu a ukotvení lodí, které právě nejsou využívány. Tradiční rybářské lodě se v průběhu času vyvíjely tak, že se plně přizpůsobily podmínkám typickým pro danou oblast, jako jsou materiály dostupné pro stavbu lodí, mořské podmínky nebo druhy lovených ryb. Rybářské vesnice mohou operovat z pláží, což platí částečně i pro jezera. Například u jezera Malawi má každá rybářská vesnice svou vlastní pláž. Když rybář vylodí náklad v cizí vesnici, odevzdá část svých ryb hlavě této vesnice.
Některé rybářské vesnice se zcela přesunuly na vodu. Příkladem mohou být plovoucí vesnice v zátoce Ha Long ve Vietnamu, domy na chůdách postavené v přílivových oblastech obce Tai O blízko Hongkongu nebo kelongy, nacházející se ve vodách Malajsie, Filipín a Indonésie. Jiné vesnice jsou postavené na plovoucích ostrovech, jako jsou Phumdi na indickém jezeře Loktak nebo rákosové ostrovy společenstva Uru na jezeře Titicaca.
Kromě rybolovu podporují rybářské vesnice často i podnikání typická pro běžné vesnice, například řemesla, dopravu, školství, zdravotnictví nebo dodávku vody. Navíc se tu nachází podnikání přirozená pro rybářské vesnice: zpracování ryb, rybí trhy a stavba lodí. Do 19. století rozšiřovali někteří vesničané své zisky rabováním lodí, potopených blízko pobřeží, a pašeráctvím.
V méně rozvinutých zemích přetrvávají některé rybářské vesnice v podobě, která se od dávných časů téměř nezměnila. V rozvinutých zemích se tradiční vesnice mění díky socioekonomickým faktorům, jako jsou industrializace a urbanizace. Některé vesnice v průběhu času přerostly svou původní funkci, tedy lov pouze pro potřeby svých obyvatel. Například Šanghaj při ústí řeky Jang-c’-ťiang byla před sedmi sty lety pouze malou rybářskou vesnicí. V současnosti jsou rybářské vesnice častým cílem turistů. Rybaření a závody lodí mohou dnes být dobrým businessem a tradiční rybářské vesnice jsou pro tyto aktivity často velmi vhodné. Například Destin na pobřeží Floridy se rychle rozvinul v přímořské letovisko s velkou rybářskou flotilou pronajatých rekreačních lodí.

## Dřívější rybářské vesnice
Skara Brae na západním pobřeží Orknejí byla v neolitu zemědělskou a rybářskou vesnicí s deseti kamennými domy. Byla obývaná přibližně mezi lety 3100 až 2500 př. n. l. a je evropskou nejzachovalejší neolitickou vesnicí. Starověká vesnice Kaleköy v turecké Lýkii se datuje asi do roku 400 př. n. l. Clovelly, rybářská vesnice ležící na severním pobřeží Cornwallu, je uvedena v Knize posledního soudu. Kaunolu Village na Hawaii byla založena zřejmě již okolo roku 1500 př. n. l.
Rybářská vesnice, jejíž pozůstatky byly nalezeny roku 2006 v provincii Khánh Hòa ve Vietnamu, je stará zřejmě nějakých 3500 let. Vykopávky v rybářské vesnici Betsaida na břehu Galilejského jezera, kde se podle Nového zákona narodili apoštolové Ondřej, Petr a Filip, ukázaly, že byla založena v 10. století př. n. l. Rybářská vesnice, objevená na souostroví Tonga, je stará asi 2900 let, což z ní činí nejstarší známé sídlo v Polynésii. Další nedávné vykopávky byly učiněny v Walraversijde, středověké rybářské vesnici na belgickém pobřeží blízko Ostende.

## Galerie
Evropa:

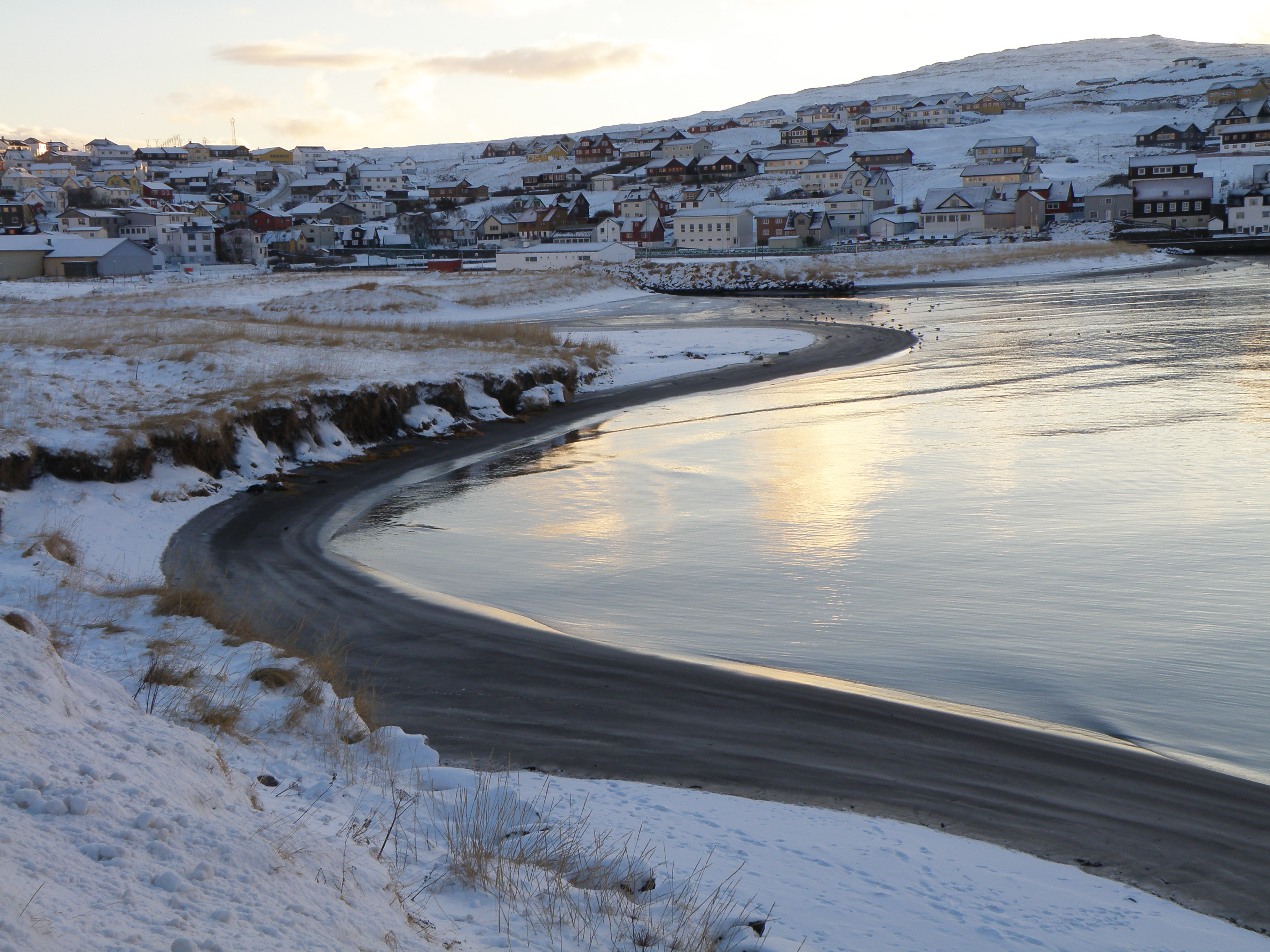
Faerský Sørvágur, kde se nachází rybí továrna, farma i rybí trh.
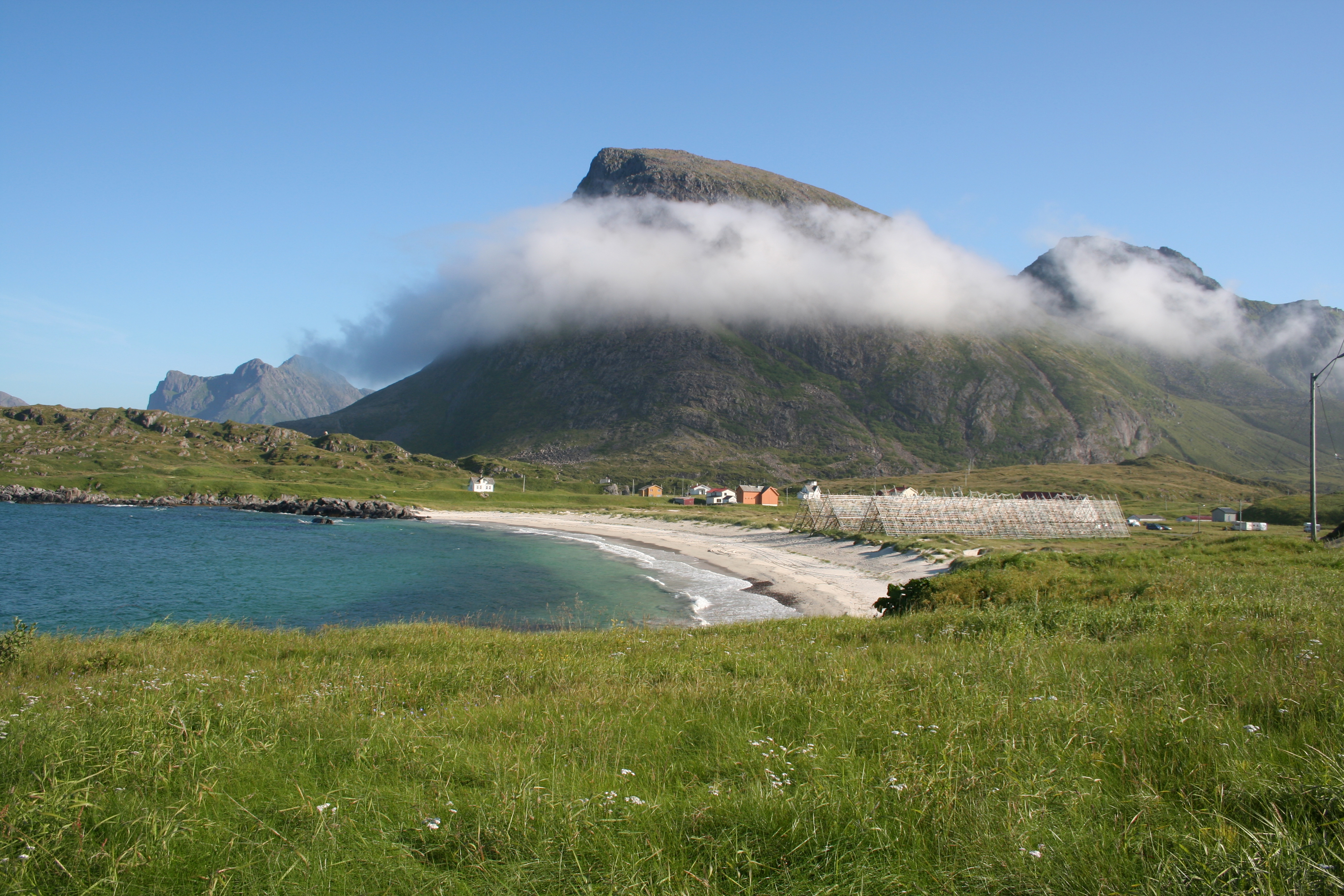
Norský Hovden, kolem jehož pobřeží migrují tresky už přes 1200 let.
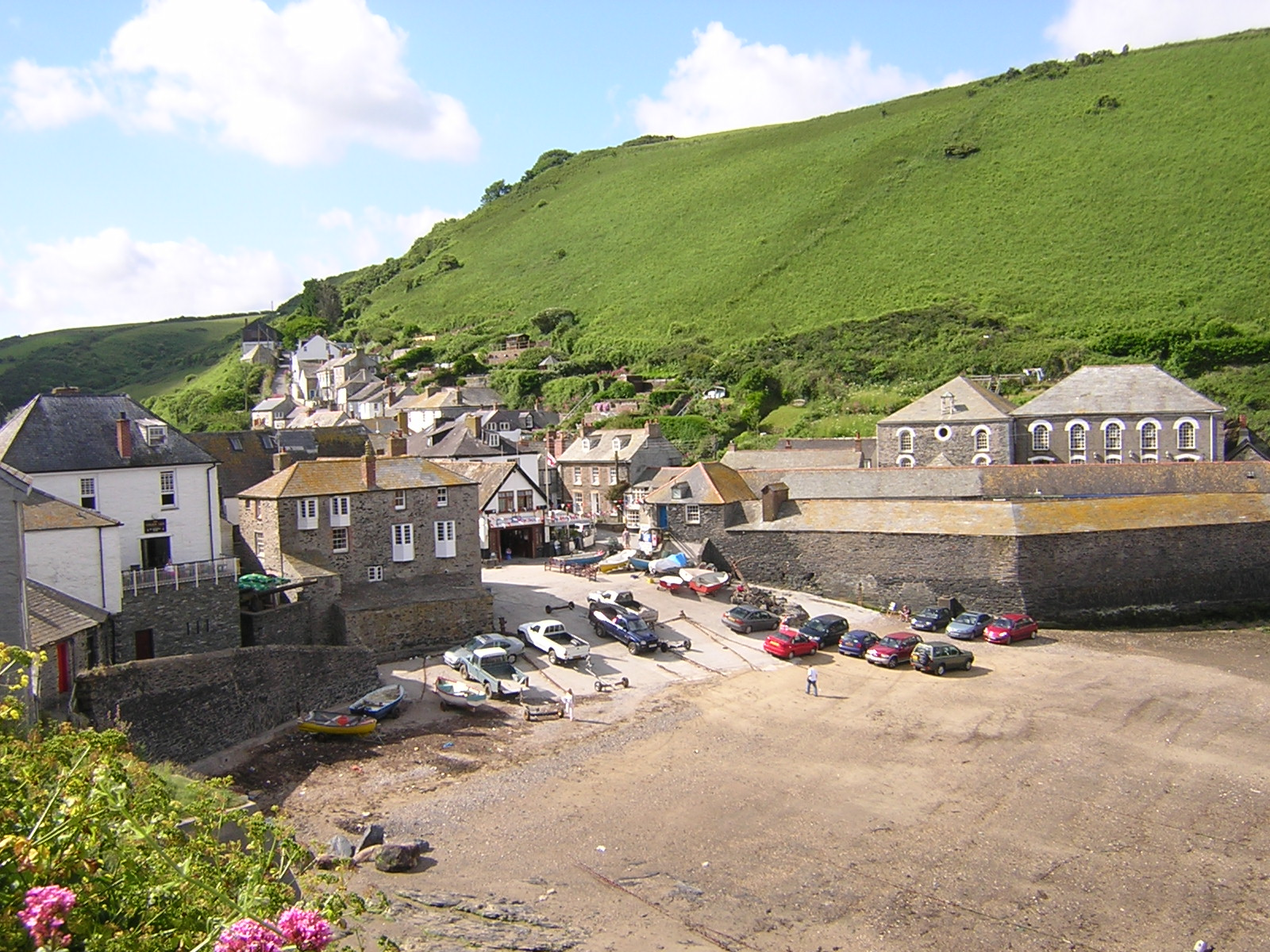
Port Isaac, historická rybářská vesnice na severu Cornwallu.
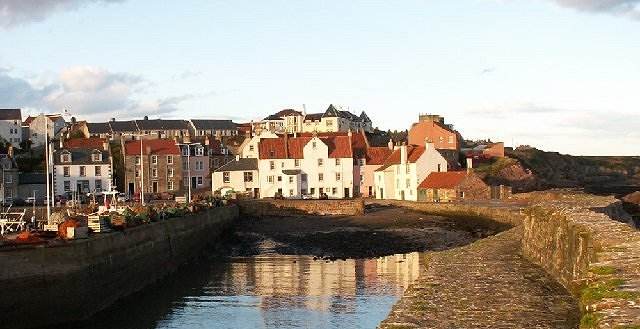
Pittenweem je malá a odlehlá rybářská vesnice na východě Skotska.
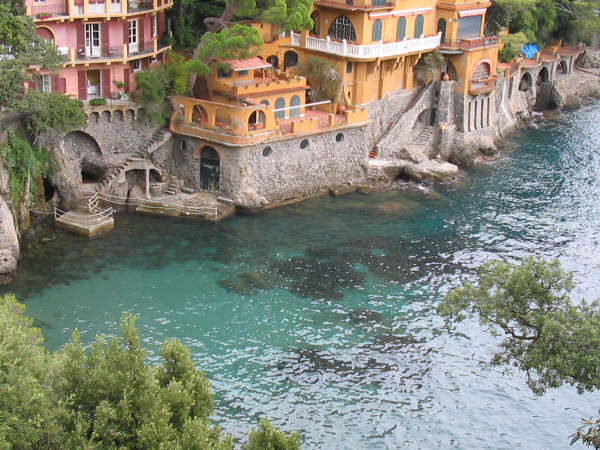
Portofino, založené Římany, je malá rybářská vesnice v Itálii.

Svět:

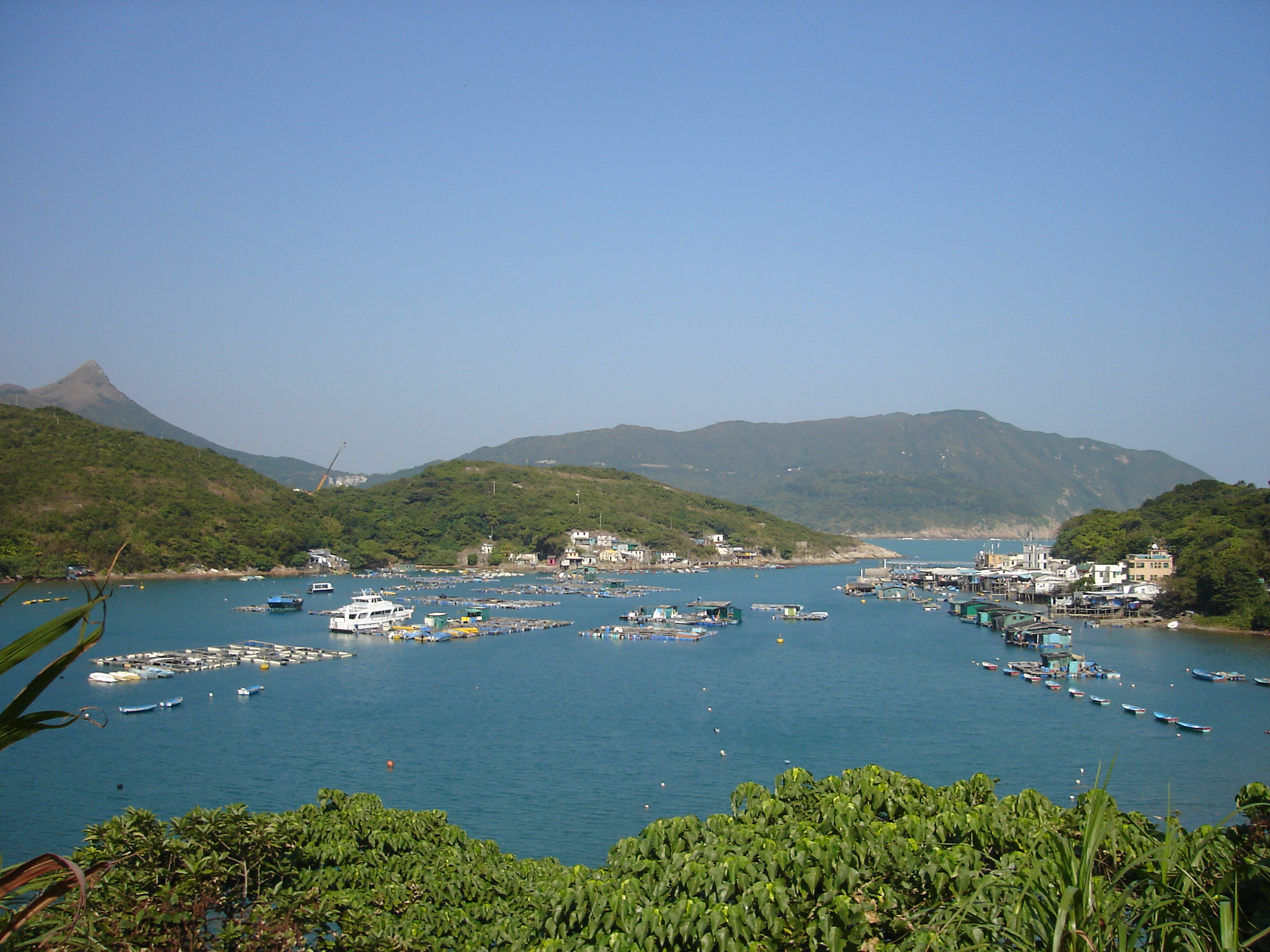
Po Toi O je malá aktivní rybářská vesnice blízko Hongkongu.
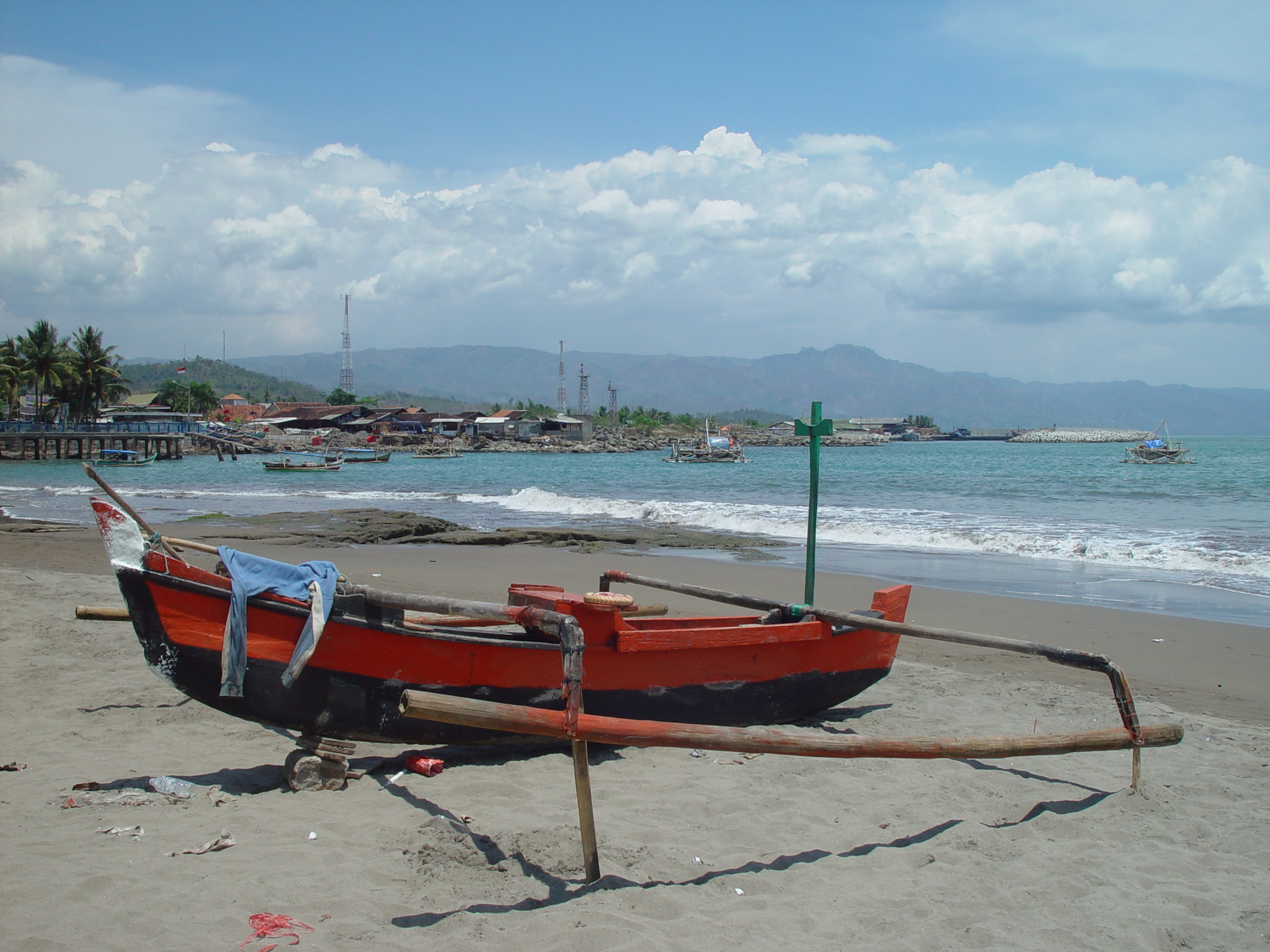
Pelabuhan Ratu je izolovaná rybářská vesnice na ostrově Jáva.
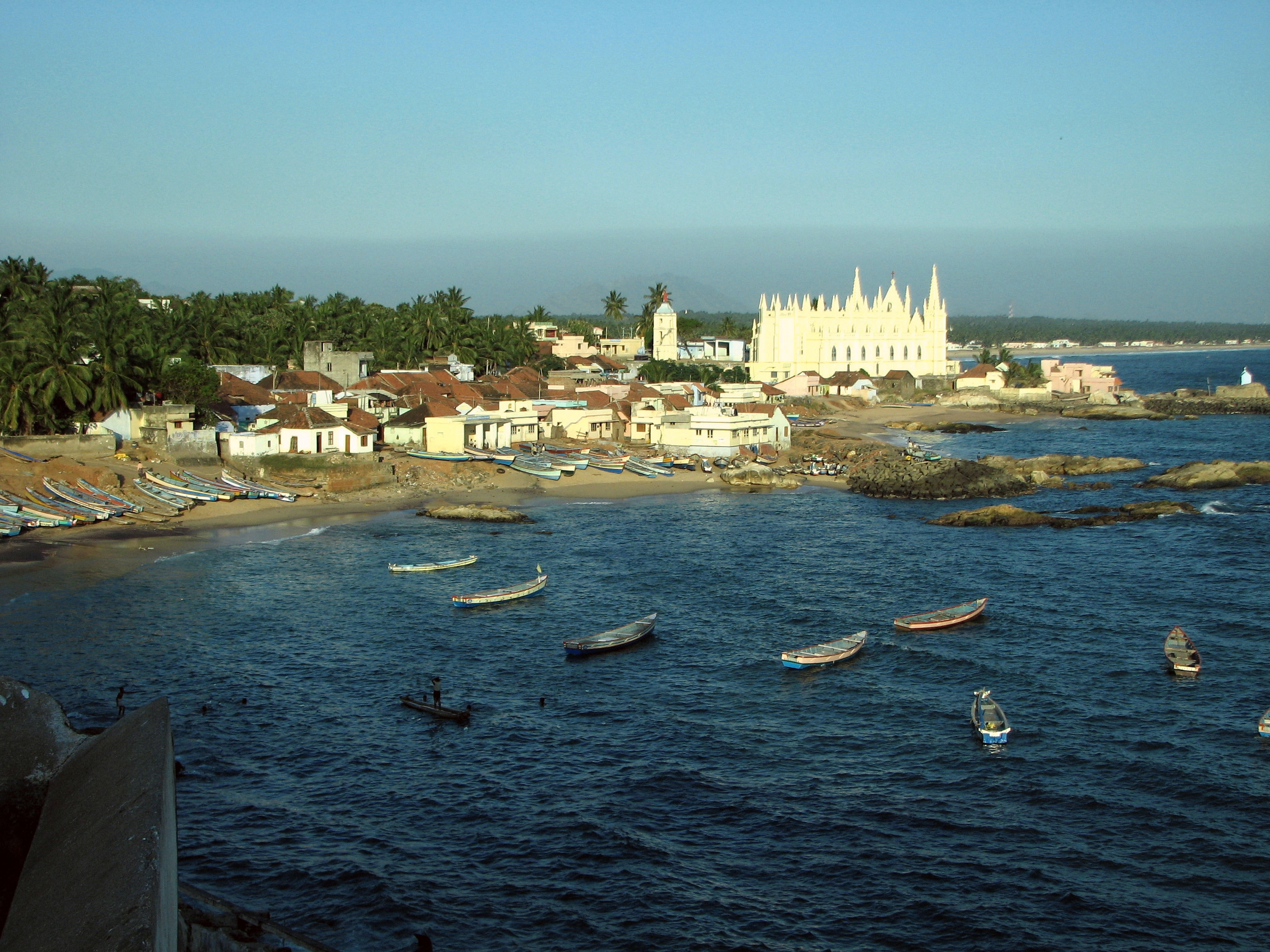
Muttom je rybářská vesnice v indickém státě Tamilnádu.
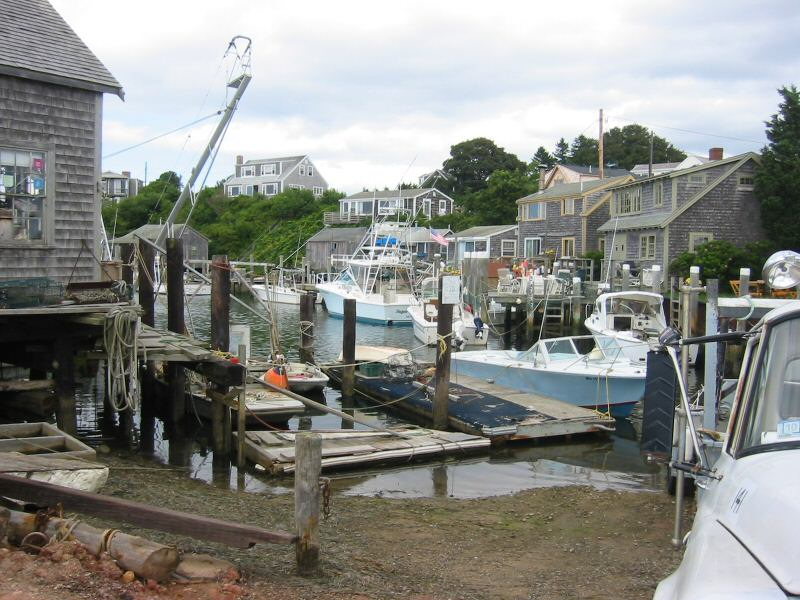
Menemsha je malá rybářská vesnice v Massachusetts.
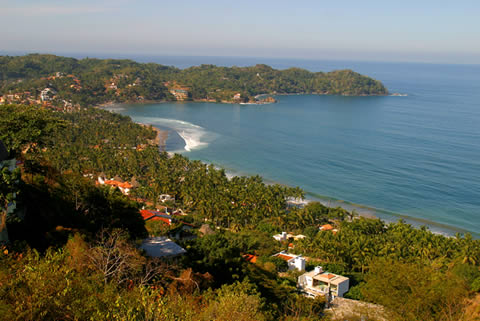
Sayulita je rybářská vesnice a letovisko v Mexiku.